# 아파토사우루스
아파토사우루스(Apatosaurus)는 중생대 쥐라기 후기(1억 5,200만년 전~1억 5,100만년 전)에 살았던 용각류이다. 아파토사우루스는 몸길이 약 21 ~ 30 미터 (830 ~ 1,180 in), 몸무게는 16.4 ~ 33 tonne (16,400 ~ 33,000 kg)이다. 속명의 뜻은 '남을 속이는 도마뱀(ἀπατέλιοςσαῦρος)'이라는 뜻이다. 오스니엘 찰스 마쉬는 1877년에 처음으로 알려진 종인 A. ajax를 기술하고 명명했으며, 두 번째 종인 A. louisae는 1916년 윌리엄 H. 홀랜드에 의해 발견되어 명명되었다. 아파토사우루스는 캄브리아기 말부터 티토니안 시대 초기에 발생했으며 현재는 미국 콜로라도주, 오클라호마주, 뉴멕시코주, 와이오밍주, 유타주의 모리슨층 화석에서 알려져 있다. 아파토사우루스의 평균 길이는 21~23m(69~75피트)이고, 평균 질량은 16.4~22.4t(16.1~22.0장톤, 18.1~24.7단톤)이다. 몇몇 표본은 평균보다 최대 길이가 11~30% 더 길고 질량은 약 33톤(장톤 32톤, 단톤 36톤)임을 나타낸다.
아파토사우루스의 경추는 아파토사우루스와 같은 이배체인 디플로도쿠스에 비해 덜 길고 더 무겁게 구성되어 있으며, 다리 뼈는 길지만 훨씬 더 튼튼하여 아파토사우루스가 더 튼튼한 동물이었음을 암시한다. 정상적인 이동 중에는 꼬리가 땅 위에 고정되어 있었다. 아파토사우루스는 앞다리에 발톱이 한 개, 뒷다리에 발톱이 세 개 있었다. 오랫동안 카마라사우루스와 유사하다고 여겨졌던 아파토사우루스의 두개골은 디플로도쿠스의 두개골과 훨씬 더 유사하다. 척추뼈를 가볍게 하기 위해 아파토사우루스는 뼈 내부에 구멍을 가득 채우는 공기주머니를 가지고 있었다. 다른 디플로도시드의 꼬리와 마찬가지로 꼬리는 큰 소리를 내기 위한 채찍으로 사용되었거나, 최근에 제안된 바와 같이 감각 기관으로 사용되었을 수 있다.
아파토사우루스의 두개골은 1909년 A. louisae의 완모식표본이 발견될 때까지 카마라사우루스 및 브라키오사우루스의 두개골과 혼동되었으며 목 앞쪽에서 불과 몇 미터 떨어진 곳에 완전한 두개골이 발견되었다. 헨리 페어필드 오스본(Henry Fairfield Osborn)은 이러한 연관성에 동의하지 않았으며 계속해서 카마라사우루스(Camarasaurus) 두개골을 주조한 아파토사우루스의 골격을 장착했다. 아파토사우루스의 골격은 1970년까지 추론적인 두개골 모형으로 장착되었으며, 매킨토시가 디플로도쿠스로 추정되는 더 견고한 두개골이 아파토사우루스일 가능성이 더 높다는 것을 보여주었다.
아파토사우루스는 디플로도쿠스과(Diplodocidae)에 속하는 속이다. 이것은 암피코엘리아스만 있는 보다 기초적인 속 중 하나이며 이름이 알려지지 않은 새로운 속이 더 원시적일 수도 있다. 아파토사우루스아과(Apatosaurinae)는 1929년에 명명되었지만, 이 그룹은 2015년 광범위한 연구가 이루어질 때까지 유효하게 사용되지 않았다. 브론토사우루스(Brontosaurus)만이 아과에 속하며, 다른 속은 동의어로 간주되거나 디플로도신으로 재분류된다. 브론토사우루스는 오랫동안 아파토사우루스의 하위 동의어로 여겨져 왔다. 해당 유형의 종은 1903년에 A. excelsus로 재분류되었다. 2015년 연구에서는 브론토사우루스가 아파토사우루스와는 다른 유효한 용각류 속이라고 결론을 내렸지만, 모든 고생물학자들이 이 구분에 동의하는 것은 아니다. 아파토사우루스는 쥐라기 후기에 북아메리카에 존재했기 때문에 알로사우루스, 카마라사우루스, 디플로도쿠스, 스테고사우루스와 같은 공룡들과 함께 살았을 것이다.